# CXCR3
CXCR3 (англ. C-X-C motif chemokine receptor 3) – білок, який кодується однойменним геном, розташованим у людей на X-хромосомі. Довжина поліпептидного ланцюга білка становить 368 амінокислот, а молекулярна маса — 40 660.
| 10         |  | 20         |  | 30         |  | 40         |  | 50         |
| ---------- |  | ---------- |  | ---------- |  | ---------- |  | ---------- |
| MVLEVSDHQV |  | LNDAEVAALL |  | ENFSSSYDYG |  | ENESDSCCTS |  | PPCPQDFSLN |
| FDRAFLPALY |  | SLLFLLGLLG |  | NGAVAAVLLS |  | RRTALSSTDT |  | FLLHLAVADT |
| LLVLTLPLWA |  | VDAAVQWVFG |  | SGLCKVAGAL |  | FNINFYAGAL |  | LLACISFDRY |
| LNIVHATQLY |  | RRGPPARVTL |  | TCLAVWGLCL |  | LFALPDFIFL |  | SAHHDERLNA |
| THCQYNFPQV |  | GRTALRVLQL |  | VAGFLLPLLV |  | MAYCYAHILA |  | VLLVSRGQRR |
| LRAMRLVVVV |  | VVAFALCWTP |  | YHLVVLVDIL |  | MDLGALARNC |  | GRESRVDVAK |
| SVTSGLGYMH |  | CCLNPLLYAF |  | VGVKFRERMW |  | MLLLRLGCPN |  | QRGLQRQPSS |
| SRRDSSWSET |  | SEASYSGL   |  |            |  |            |  |            |

A: Аланін

C: Цистеїн

D: Аспарагінова кислота

E: Глутамінова кислота

F: Фенілаланін

G: Гліцин

H: Гістидин

I: Ізолейцин

K: Лізин

L: Лейцин

M: Метіонін

N: Аспарагін

P: Пролін

Q: Глутамін

R: Аргінін

S: Серин

T: Треонін

V: Валін

W: Триптофан

Кодований геном білок за функціями належить до рецепторів, g-білокспряжених рецепторів, білків внутрішньоклітинного сигналінгу. 
Задіяний у таких біологічних процесах, як апоптоз, ангіогенез, хемотаксис, альтернативний сплайсинг. 
Локалізований у клітинній мембрані, мембрані.